# جمعیت‌شناسی تاریخی منطقه ارومیه
بر اساس سرشماری سال ۱۳۹۵ با ۷۳۶٬۲۲۴ نفر جمعیت، ارومیه دهمین شهر پرجمعیت ایران و دومین شهر پرجمعیت منطقهٔ شمال‌غرب ایران است. ارومیه به دلایل وجود اقوام و ادیان و مذاهب گوناگون، همواره بستر ستیزهای قومیتی بوده‌است.
سرهنگ میهن اوضاع ارومیه را در اوایل دههٔ ۱۳۲۰ خورشیدی این‌گونه توصیف می‌کند:
«... سه قسمت عمدهٔ کرد آثوری و عجم (منظور از عجم ساکنین شهر و رعایای شیعه مذهب ترک‌زبان هستند)... این سه طبقه بر اثر پیشینه خصومت آمیز خونینی که از دیر زمانی با هم دارند کاملاً مخالف یکدیگر بوده، یگانه آمال و آرزوی آنان نابود ساختن و انتقام‌جویی از دشمنان خود می‌باشد…»

## تاریخ
در اوایل دورهٔ اسلامی کردها و مسیحیان ساکنان منطقه ارومیه را تشکیل می‌دادند. اما به مرور در دوره‌های بعدی ترک‌ها به جمعیت ارومیه اضافه شدند و در دورهٔ ترکان غزنوی سپس ترکان سلجوقی ارومیه دارای جمعیت بالایی از ترکان شد.
در یک سند دست اول مربوط به سدهٔ ۱۲ق/۱۸م که عثمانی‌ها از مردم ارومیه مالیات می‌گرفتند، از مجموع ۱۵۰۶ مؤدی مالیاتی شهر ارومیه، ۱۴۵۳ مؤدی تُرک و ترکمن -که ۱۱۰ نفر از آنان کوچنده و ۱۳۴۳ نفر آنان یکجانشین بودند-، ۳۱ مؤدی کُرد، ۱۵ نفر یهودی، سه نفر مسیحی و چهار نفر بدون دین عنوان شده‌اند.
طبق یک مطالعه از ترکیب قومی خانوارهای نمونه و مورد بررسی در سطح شهر ارومیه که حدود سال ۱۳۷۹ انجام گرفت، ترک‌زبانان ۸۵٫۷ درصد خانوارهای نمونه را به خود اختصاص داده و کردزبانان حدود ۱۰٫۵ درصد بوده‌اند. در این آمارگیری نمونه‌ای درصد آشوری‌ها، فارس‌زبان‌ها و ارمنی‌ها در شهر ارومیه به ترتیب ۱٫۷، ۱٫۶ و ۰٫۵ بود.
طبق آمار منتشره در سال ۱۳۷۶ هجری شمسی ۶۳ درصد شهرستان ارومیه را مسلمانان شیعه دوازده‌امامی، ۳۶ درصد را مسلمانان سنی شافعی و حنفی و همچنین یک درصد را مسیحیان آشوری و ارمنی تشکیل می‌دادند.

## اقوام ارومیه پیش از اسلام
از هزارهٔ سوم تا ابتدای هزارهٔ اول پیش از میلاد اطلاعی از اقوام استان آذربایجان غربی موجود نیست؛ البته به‌جز اطلاعات پراکنده‌ای که از لولوبی‌ها و گوتی‌ها در دست است.
پارسواها، بییانیا، هوری‌ها، نایری‌ها، موصا صیری‌ها، آشوری‌ها و ماناها، اقوام ساکن در جلگه ارومیه را در هزارهٔ اول پیش از میلاد تشکیل می‌دادند.
در سالنامه‌های آشوری آمده‌است که منطقهٔ شمالی دریاچهٔ ارومیه در دست اورارتو بوده و جنوب آن در دست ماننا و ارومیه نیز یک منطقهٔ چند قومیتی بوده‌است.
و پارسیان در مهاجرت خود از ایران‌ویج نخست در غرب و جنوب دریاچهٔ ارومیه ساکن شدند ولی پس از آن به مهاجرت خود ادامه دادند و تا سرزمین پارس (استان فارس کنونی) پیش رفتند.

## ترک‌ها

مناطقی که در آن مردم به زبان ترکی آذربایجانی صحبت می‌کنند.

ترک‌ها اکثریت جمعیت ارومیه را تشکیل می‌دهند، طبق یک مطالعه از ترکیب قومی خانوارهای نمونه و مورد بررسی در سطح شهر ارومیه که حدود سال ۱۳۷۹ انجام گرفت نشان می‌دهد که ترک‌زبانان ۸۵٫۷ درصد خانوارهای نمونه را به خود اختصاص داده و کردزبان‌ها حدود ۱۰٫۵ درصد بوده‌اند. در این آمارگیری نمونه‌ای درصد آشوری‌ها، فارس‌زبان‌ها و ارمنی‌ها در شهر ارومیه به ترتیب ۱٫۷، ۱٫۶ و ۰٫۵ بود.

### اغوزها
همهٔ اغوزها از آذربایجان مراجعت نکرده و عده‌ای در منطقه ماندند. احتمالاً این عده در ارومیه ساکن بودند. اغوزهای تحت امر دانا که در ارومیه مانده بودند، بعد از خروج از شهر به ارمنی‌ها حمله کرده عدهٔ زیادی را کشتند یا اسیر کردند و غنائمی به دست آوردند. کردهای هذبانی تحت امر ابوالهیجا که ساکن حوالی ارومیه بودند، به جنگ با اغوزها پرداختند. اغوزها بعد از غارت روستاهای کردها عدهٔ زیادی از آنان را کشتند. سکونت اغوزها در ارومیه و دادن شهر به عنوان تیول به آنان می‌باید در ارتباط با ازدواج فرمانده اغوزها با یکی از نزدیکان وهسودان، حاکم آذربایجان، صورت پذیرفته باشد. چون ابوالهیجا رئیس کردهای این منطقه با وهسودان دشمنی داشت.

### یوه‌ها
شمار زیادی از یوه‌ها در اوایل قرن ۱۲ میلادی در ارومیه می‌زیستند؛ آن‌طور که می‌توانستند ۱۰ هزار مرد جنگی را برای نبرد حاضر کنند. این شاخه از یوه‌ها که شاخه‌ای جدا از یوه‌های سلیمانشاه بودند. به هیچ وجه حرف‌شنوی از سلطان جلال‌الدین نداشتند. با راهزنی و هجوم به سرزمین‌های همسایه، ترس و وحشت در دل اهالی افکنده بودند. علاوه بر ارومیه و اشنویه که در دستشان بود، از اهالی خوی نیز خراج می‌گرفتند. در نهایت جلال‌الدین به خواهش همسرش -دختر طغرل سوم- در سال ۶۲۳ق/۱۲۲۶م به یوه‌ها حمله کرد. او پس از محاصرهٔ آنان به کشتار وسیع آنان دست زد. خانواده‌های آنان را به اسارت و احشام‌شان را به غنیمت برد. این احشام که عبارت از گله‌های گوسفند بودند به قدری زیاد بودند که ۳۰ هزار درهم درآمد نصیب خزانهٔ جلال‌الدین کرد. ۶ سال پس از این رویداد بقیهٔ آنان به دلیل حمله مغول‌ها به سرزمین‌های غربی رفتند. گویا بعدها آنان در آناتولی به سپاه قاضی غزالدین وزیر ملحق شدند.

### افشار

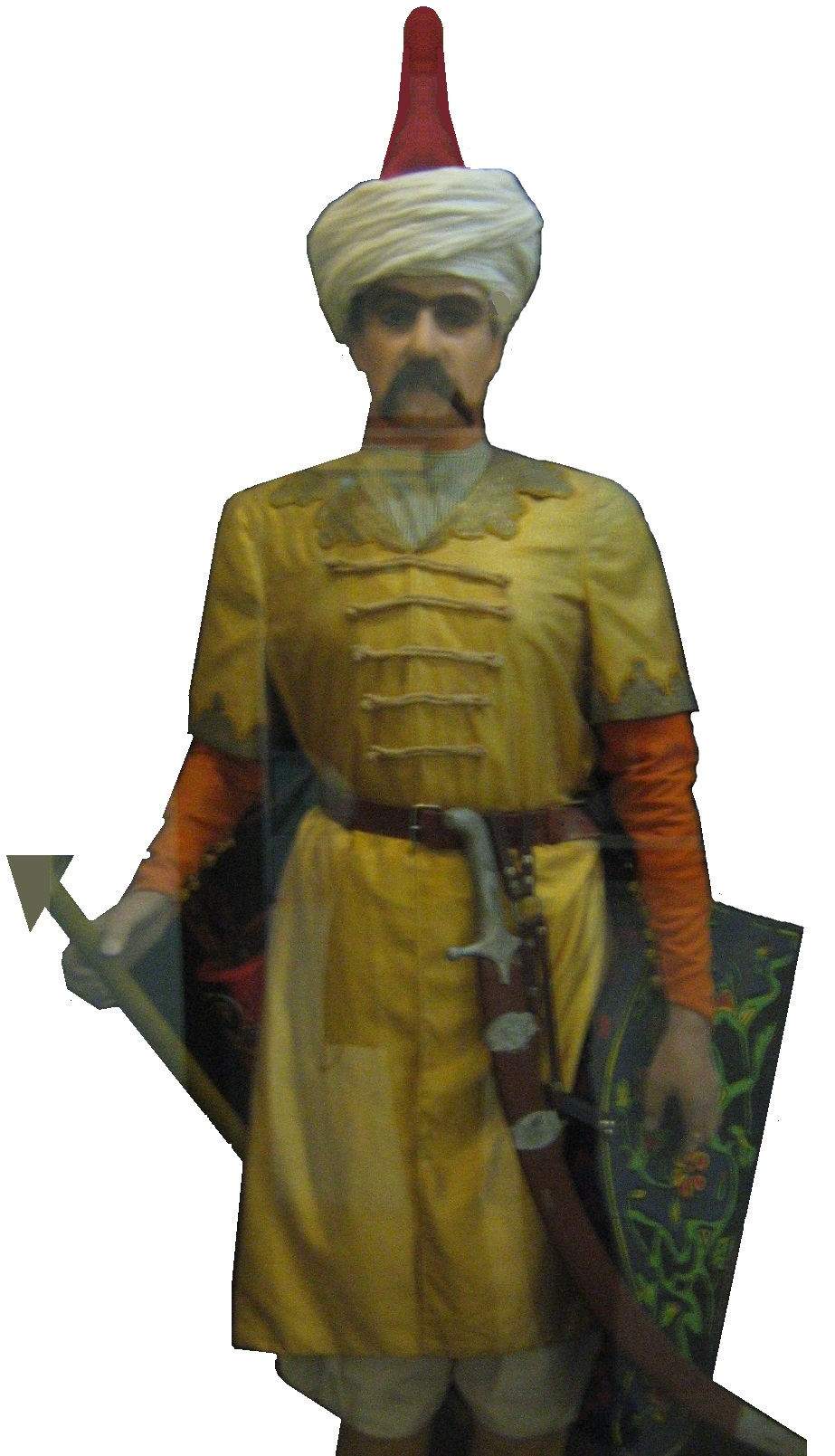
مانکن یک سرباز قزلباش صفوی، به‌نمایش‌درآمده در کاخ‌موزه ٔسعدآباد

ارومیه یکی از سکونت‌گاه‌های ایل افشار است. گویا نخستین دسته از افشارها که به ارومیه آمدند، افشارهایی بودند که به همراه گرگین بیگ اوصانلو در سال ۸۰۲ قمری در توپراق‌قلعه، محل حاکم‌نشین ارومیه استقرار یافتند. از زمان آمدن اوصانلوها به ایران اطلاع دقیقی در دست نیست. در گزارشی مربوط به افشارهای حاکم ارومیه ذکر شده که امیر تیمور، گرگین‌بیگ اوصانلو را برای سرکوب کردها و عشایر شورشی منطقه ارومیه، در سال ۸۰۲ هجری قمری به حکومت آن منصوب کرد. پس از او دو پسرش یکی بعد از دیگری به حکومت ارومیه رسیدند.
شاه عباس یکم، منطقهٔ ارومیه را به عنوان اقطاع به کلبعلی‌خان ایمانلو داد. ترکان بوربور در نیمهٔ اول قرن یازدهم همراه دیگر طوایف افشار به ارومیه کوچیدند. از دههٔ ۱۷۶۰ میلادی، افشارهای ارومیه یکی از گروه‌های قزلباشی بودند که دولت زندیه برای استحکام ارتش خود از آن‌ها استفاده کرد.

### ترک‌های سنی
ترک‌های سنی مذهب به صورت گسترده در شهر ارومیه زندگی می‌کنند. آنان همچنین در دهستان دول، در جنوب شرقی ارومیه نیز زندگی می‌کنند. آنانی که در دهستان دول زندگی می‌کنند امروزه اغلب به زبان کردی صحبت می‌کنند.

### ایل قره‌داغ
تعداد معدودی از اهالی ایل قره‌داغ در دهستان انزل شمالی و جنوبی زندگی می‌کنند.

## کردها

لهجه‌های مختلف زبان کردی، عمده کردهای ارومیه با گویش کرمانجی و قسمت‌های جنوبی آن به گویش سورانی صحبت می‌کنند.

### هزبانیان
هزبانیان دودمانی کردتبار بودند که در نخستین سده‌های ورود اسلام به ایران از اطاعت عباسیان سر باز زده و بر آذربایجان و ارمنستان سکنی داشته و حکم می‌راندند ایشان شهر ارومیه را مرکز فرمانروایی خود قرار داده بودند.

### برادوست
ایل برادوست یا اتحادیهٔ عشایری برادوست، روزگاری در ناحیه‌ای وسیع از منطقهٔ ارومیه زندگی می‌کردند و حکم می‌راندند؛ ولی پس از نبرد قلعه دم‌دم و آمدن افشارها این اتحادیه از هم پاشید و حضورشان در منطقهٔ ارومیه کم‌رنگ و محو شد.

### بیگ‌زاده
اتحادیهٔ عشایری بیگ‌زاده در جنوب ارومیه زندگی می‌کنند.

### شکاک‌ها
ایل شکاک در شمال غربی شهرستان، در بخش صومای برادوست زندگی می‌کنند.

### هرکی
مردمان ایل هرکی در غرب و جنوب غربی ارومیه می‌زیند.

### گورک
ایل گورک یکی از عشایر کرد است که اقلیتی از آنان در شهرستان ارومیه ساکن هستند. گورک (به کردی: گه‌ورک، Gewirk یا Gewirik)، از عشایر اصیل کرد در عراق و قسمت کردنشین استان آذربایجان غربی و استان کردستان ایران است. گورک‌ها در منطقهٔ بوکان محال (مکری) و مهاباد و در نیمهٔ شرقی و شمال شرق شهرستان سردشت، همچنین در بخش صومای برادوست در غرب شهرستان ارومیه، روستاهای ناحیهٔ شپیران و بخش کوهسار در شهرستان سلماس، دهستان ایل گورک (میرده، تموغه) شهرستان سقز استان کردستان ایران، و همچنین در کردستان عراق در منطقهٔ قلعه‌دیزه، رانیه، دوکان، منطقهٔ خوشناوتی و شهر هریر از توابع هولیر (اربیل) و نیز در ناحیهٔ سیویل (Siwail) در سلیمانیه سکونت دارند، همچنین در ترکیه ناحیهٔ باش‌قلعه و گورپینار در استان وان ترکیه ساکن هستند. 
ایل گورک یکی از شاخه‌های بزرگ و اصلی ایل بزرگ بلباس و ایل روژکی - (به زبان کردی بڵباس Bilbas) محسوب می‌شود. (بلباس شامل گورک - منگور -مامش - پیران- رمک - سن - هورمزیار - برادوست -اجاق و … است). ایل گورک از نوادگان رسول بلباس (متوفی در سال‌های اول ۱۷۰۰ میلادی) هستند. مرکز اصلی این ایل در شهر ربط واقع در کیلومتر ۱۶ جادهٔ سردشت به مهاباد و بوکان است.

### دری
ایل دری یکی از عشایر شهرستان ارومیه هستند.

## مسیحی‌ها

تعدای از روحانیون آشوری ارومیه در مقابل کلیسای حضرت مریم در ابتدای سدهٔ ۲۰)

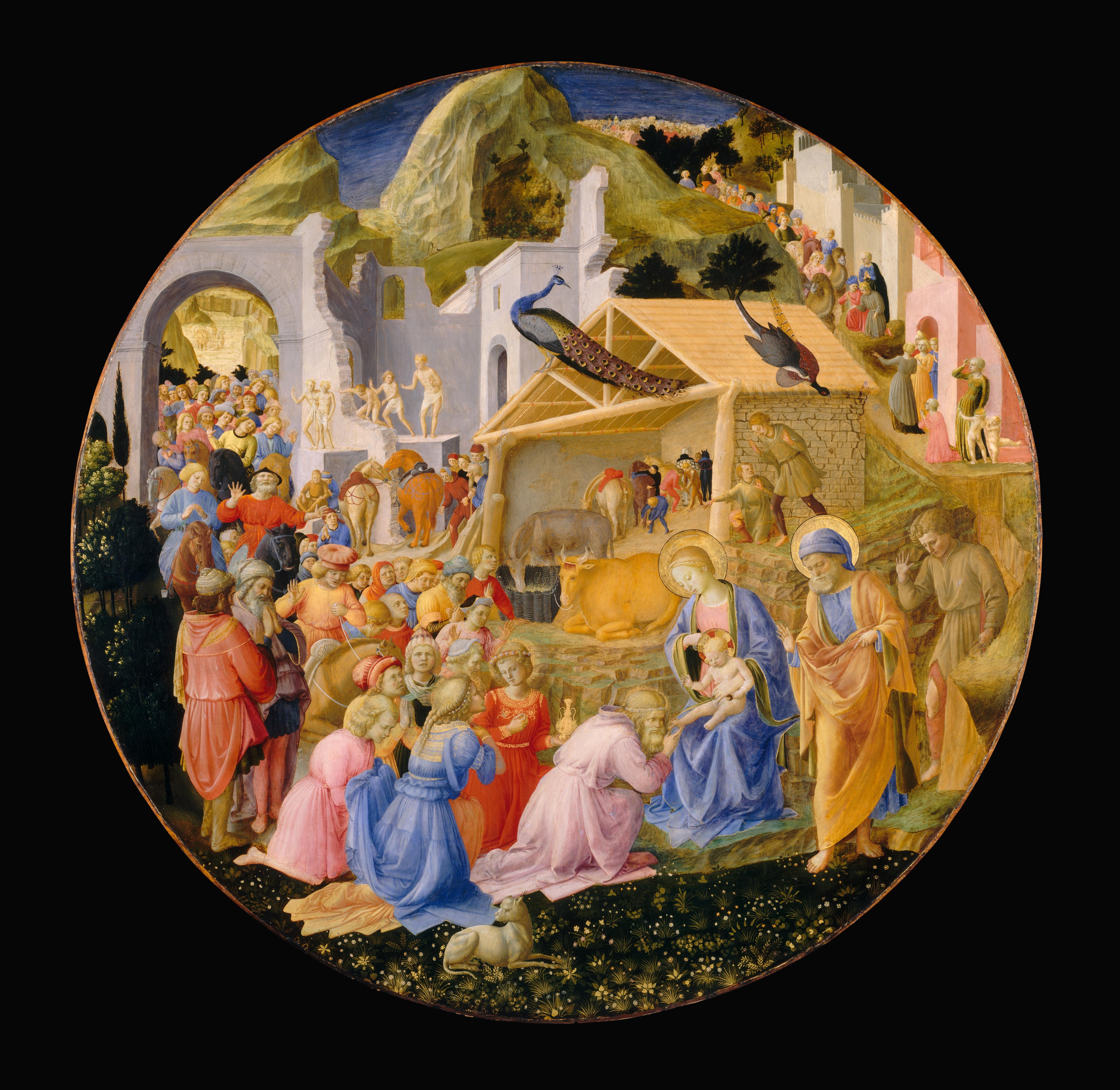
نگاره‌ای از نیایش سه مغ بر بالین عیسی مسیح

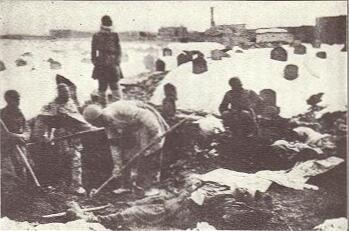
دفن آشوریان (در دوران محاصرهٔ میسیون آمریکایی‌ها در ارومیه، هر روز تعدادی بین ۵۰ تا ۱۰۰ نفر از محاصره‌شدگان از بیماری تلف می‌شدند)

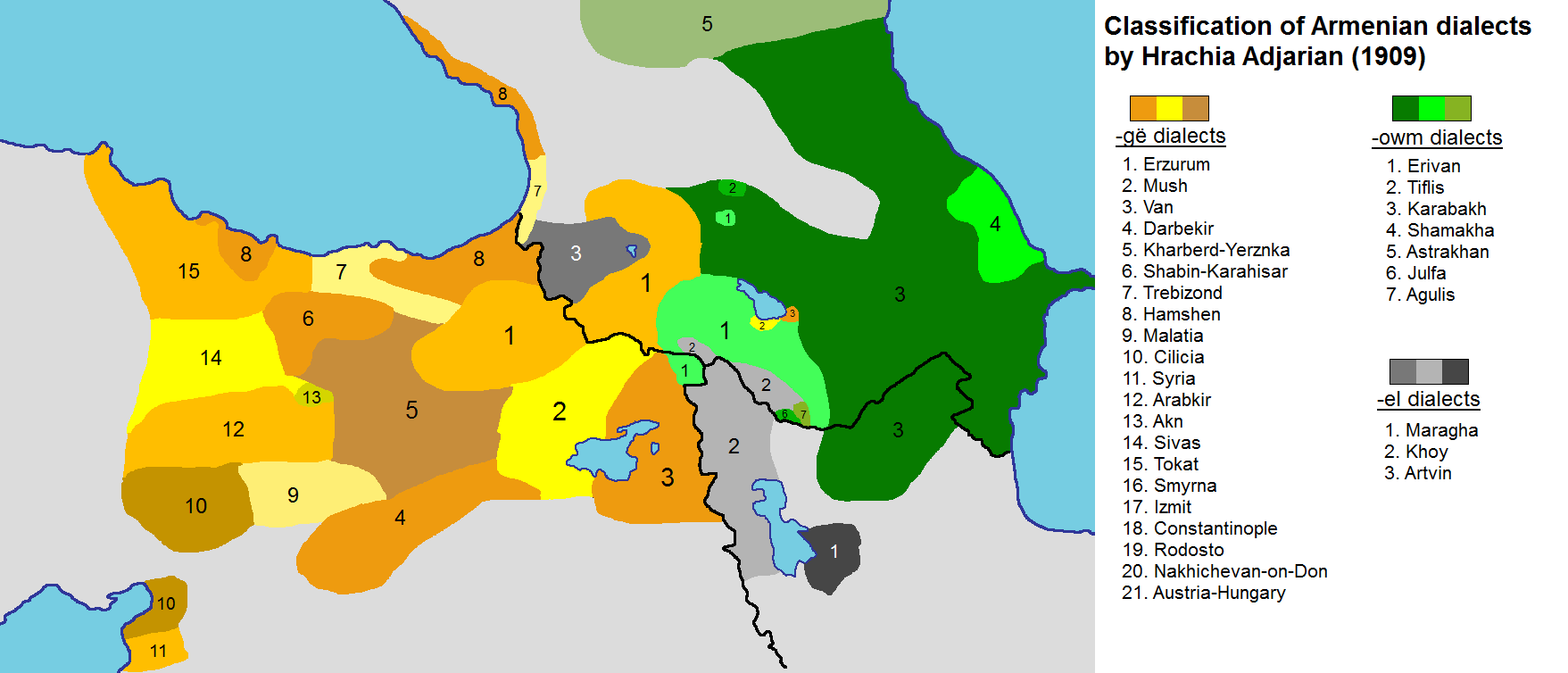
گویش‌های مختلف زبان ارمنی، لهجه ارامنه ارومیه با رنگ خاکستری و شمارهٔ ۲ مشخص است.

گروهی از جنگجویان ایل نوچیا در ترگور ارومیه

گویش‌های مختلف زبان سریانی

دختران ارمنی با لباس محلی در ارومیه در دورهٔ قاجار

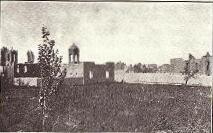
خرابه‌های گلپاشان پس از جنگ جهانی اول.

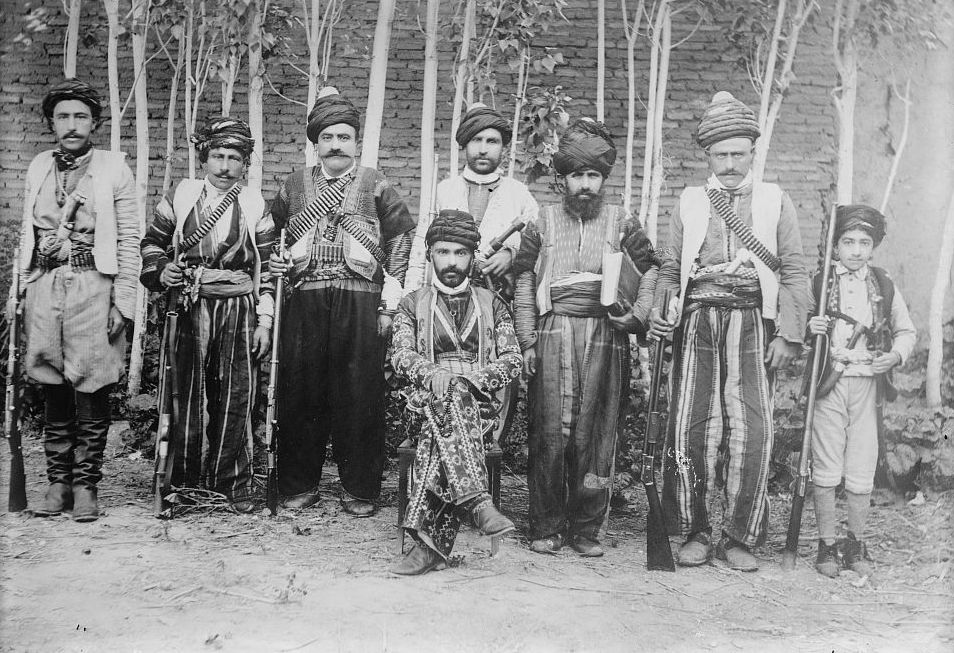
اسقف نسطوری در ایران، بین ۱۹۱۰ تا ۱۹۱۵

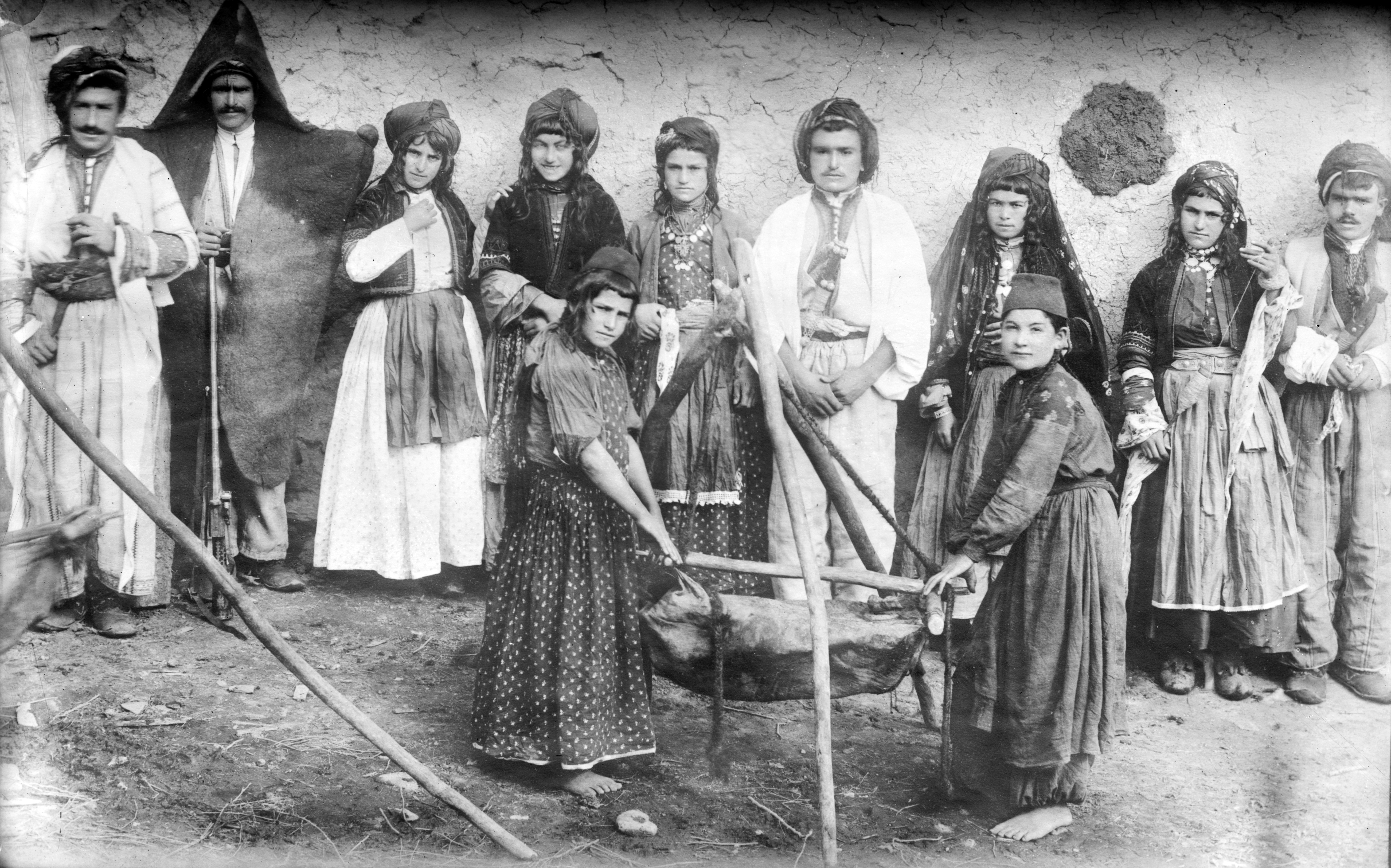
آشوریان روستایی ارومیه واقع در موانا، اواخر سدهٔ ۱۹ میلادی

پراکندگی جمعیت آشوریان قبل از ۱۹۱۴.
بیشتر از ۵۰٪
۳۰٪ - ۴۰٪
۲۰٪ - ۳۰٪
۱۰٪ - ۲۰٪
۵٪ - ۱۰٪

افسانه‌های محلی از این حکایت دارد که تأسیس کلیسای مارت مریم در ارومیه به زمانی که مغان از نیایش عیسی مسیح کودک در بیت‌لحم بازگشتند. اگرچه در هیچ منبع مسیحی قبل از اسلام از این شهر یاد نشده‌است. نخستین گواه بر آن به عنوان یک قلمرو اسقف‌نشین کلیسای آشوریان شرق در سال ۱۱۱۱م و کلیسای ارتدکس سریانی در سال ۱۱۸۹م است. در ادامه تاریخ کلیسا را می‌توان از سده ۱۶ام به بعد پی گرفت. تا اینکه گویا در این زمان مسیحیان آشوری از کوه‌های کردستان به ارومیه کوچ کردند. عبدیشو، سراسقف کلدانی کاتولیک در سال ۱۵۶۲م ادعای ریاست ۴ قلمرو اسقف‌نشین ارومیه علیا، ارومیه سفلی، ساپرقان (روستایی در ۲۵ کیلومتری شمال شهر ارومیه) و سلماس را می‌کرد. جانشینان عبدیشو تا سده ۱۷ میلادی در ارومیه یا سلماس زندگی می‌کردند. در حدود همان سال‌ها بود که به دلیل جدایی افتادن بین آنان و رومیان، از فرمانبرداری آنان دست کشیدند.
ارومیه در سدهٔ ۱۹ با شمار مسیحیانی که اکثراً نسطوری و ارتودوکس مونوفیزیت ارمنی و میسیونرهای غربی بودند به یک شهر مسیحی تبدیل شده بود.
فریدون آدمیت در کتاب امیرکبیر و ایران دربارهٔ ظلم و تعدی به مسیحیان ارومیه آورده‌است: «و در صفر ۱۲۶۶ به محمدرضا خان، وزیر آذربایجان، دستور داد: «و از قراری که مذکور شد، از خوانین افشار اورمیه و بعضی از اهالی آنجا نسبت به طایفه نصرانیه ساکن اورمیه، بی‌حسابی و ظلم می‌رسد، و آنها را تکلیف به تغییر مذهب می‌نمایند. از اینکه هر یک از ملل متبوعه و مذاهب مختلفه که در ممالک پادشاهی هستند باید در عین فراغت و آسودگی زندگی کنند، و به دعای دوام دولت قاهره بپردازند، لهذا به آن مخدوم اظهار می‌شود که به مباشرین امور دیوانی اورمیه قدغن نمایند که در هر باب، مراقب احوال طایفه مزبور بوده، نگذارید که از کسی نسبت به آنها تعدّی و بی‌حسابی برسد و آنها را تکلیف به تغییر مذهب نمایند.»
در ابتدای سدهٔ بیستم بین ۴۰٪ تا ۵۰٪ ارومیه را مسیحیان تشکیل می‌دادند.
پس از سقوط رضاشاه در شهریور ۱۳۲۰ دشمنی بین مسیحیان و مسلمانان دوباره افزایش یافت.

### ارمنیان
تا دوران معاصر بخشی از جمعیت شهر و شماری از روستاهای منطقه را ارمنی‌ها تشکیل می‌دادند. اولین مدرسه به شیوهٔ غربی برای دختران در سال ۱۸۳۸ میلادی در ارومیه راه‌اندازی شد. اصولاً تا قبل از تأسیس مدارس برای دختران و پسران ارمنی توسط میسیون‌های مذهبی، آنان بیشتر با زبان‌های ترکی و کردی صحبت می‌کردند تا ارمنی. تعداد ارمنیان ساکن ارومیه در سال ۱۸۷۲م با ۱۶ روستای ارمنی‌نشین ۴۶۴ خانواده بود. در سال ۱۹۱۲م شمار ارمنیان ارومیه ۵۵۰۰ نفر بود.

### آشوریان
تا سال ۳۹۰ قمری/۱۰۰۰ میلادی، اسقف ارومیه زیر نظر مطران موصل و خود او زیر نظر بطرک بغداد بود. متعاقب حملهٔ تیمور بسیاری از کلیساهای نسطوری از بین رفت ولی ارومیه از معدود جاهایی بود که توانست از این حمله جان سالم به در ببرد. پس از جابه‌جایی مقر بطرکی از بغداد به اشنویه توسط دینخا اول، کم‌کم مرکزیت بغداد از بین رفت و مقر بطرکی بین موصل و ارومیه جابه‌جا می‌شد تا قرن نوزدهم که به قودشانس منتقل شد. در کل پس از حملهٔ تیمور، آشوریان به منطقهٔ میان وان-موصل-ارومیه پناه بردند.
عبیدالله نهری در سال ۱۸۸۰ شورشی علیه حکومت عثمانی در جنوب شرقی آناتولی به راه انداخت. این شورش به آذربایجان ایران نیز کشیده شد. در حملهٔ شیخ عبدالله به ارومیه روستاهای شیعه‌نشین و آشوری‌نشین ارومیه تخریب شد.
سریانی‌های ارومیه به‌شدت از طرف همسایگان محمدانشان تحت ظلم و ستم قرار می‌گرفته‌اند. جاستین پرکینز که از میسیون‌های آذربایجان غربی بود، نفرت آشوریان از همسایگان‌شان را این‌گونه شرح می‌دهد:
«در مراسم تدفین یکی از خوانین سالخورده که مانند همنوعانش رعایای خود را به‌طور غم‌انگیزی استثمار کرده بود به عمق این تنفر و انزجار پی بردم. روستاییان -که همگی نسطوری (آشوری) بودند-طبق معمول به شهر آمدند و برای سوگواری و عرض تسلیت در مقابل منزل شخص متوفا جمع شدند. یکی از همکاران محلی ما که از همان‌جا می‌گذشت به من گفت که مردم فریاد می‌زنند. «ظالم شرور مرده‌است و ما خوشحالیم. او به سزای شرارت‌های خود رسید و شاید همه اهل خانواده‌اش هم به‌زودی به آن سرنوشت گرفتار آیند.» خانواده داغدار محمدان که زبان آسوری‌ها را بلد نبودند و گفته‌های روستاییان را درک نمی‌کردند اما به صداقت آن‌ها فقط اندکی شک داشتند. به‌ویژه بدین دلیل که این فریادها با سینه‌زنی و گریه و زاری همراه بود.»
در ژانویهٔ سال ۱۹۱۵ و پس از عقب‌نشینی نیروهای ارتش روسیه تزاری از ارومیه، سربازان ترک عثمانی، دست به کشتار آشوریان ایران زدند. به عنوان نمونه، در یک مورد نیروهای متجاوز، اقدام به محاصره، غارت و نابودی «روستای گلپاشان» —بزرگ‌ترین و ثروتمندترین روستای آشوری‌نشین ارومیه— کردند. این روستای آشوری‌نشین، دو هزار و پانصد نفر جمعیت داشت که در این حمله، همهٔ آشوریان روستا به‌جز دویست نفر کشته شدند. در «روستای هفتوان» —دیگر روستای آشوری‌نشین ایران نزدیک ارومیه— ۷۵۰ نفر گردن زده شدند و پس از آن ۵ هزار زن و کودک آشوری به اسارت درآمدند. در پی کشتارهای آشوریان، تنها ۲۵ هزار نفر از آشوریان ایران موفق به فرار از مرگ شده و در قفقاز جنوبی پناه گرفتند.
در فوریهٔ سال ۱۹۱۵ ارتش عثمانی ۶۱ آشوری را در نزدیکی ارومیه به گروگان گرفت. در نهایت ۲۰ نفر با دادن جزیه آزاد شدند و باقی آنان همچون اسقف مار دنخا اعدام شدند.

مناطق آرامی‌زبان در ازمنه تاریخ

بنا به نوشته‌های آسوریان شمار آنان تا پیش از جنگ جهانی اول در ارومیه و سلماس، مجموعاً به ۲۰۰ هزار نفر می‌رسیده‌است. از دههٔ ۳۰ سدهٔ نوزده میلادی تا جنگ جهانی اول، ارومیه به پایتخت معنوی آشوریان تبدیل شده بود.
در سال ۱۸۹۸ میلادی، گروهی از نسطوریان ارومیه تغییر مذهب داده و به کلیسای ارتدوکس روسی پیوستند.
به گفتهٔ هری پاکار از میسیون‌های پرسبیتری در ارومیه در جریان جنگ جهانی اول، هنگامی که آشوریان قصد تشکیل کشور مستقل خود را کردند، کردها و ترک‌ها، بخش‌های ترگور، مرگور و دشت را طی نسل‌کشی آشوریان ویران کردند.
در سال ۱۹۲۳–۱۹۲۴، آشوریانی که به قفقاز مهاجرت کرده بودند کلونی به نام ارومیه در کراسنودار کرای ایجاد کردند.
ایل نوچیا
قسمت‌های غربی ارومیه جزو منطقه نوچیاست. آنان توسط ترک‌ها و کردها قتل‌عام شدند ولی هنوز شمار اندکی از ایشان در این نواحی زندگی می‌کنند. آنان به زبان نئو آرامی شمال شرقی صحبت می‌کنند.

## کلیمی‌ها

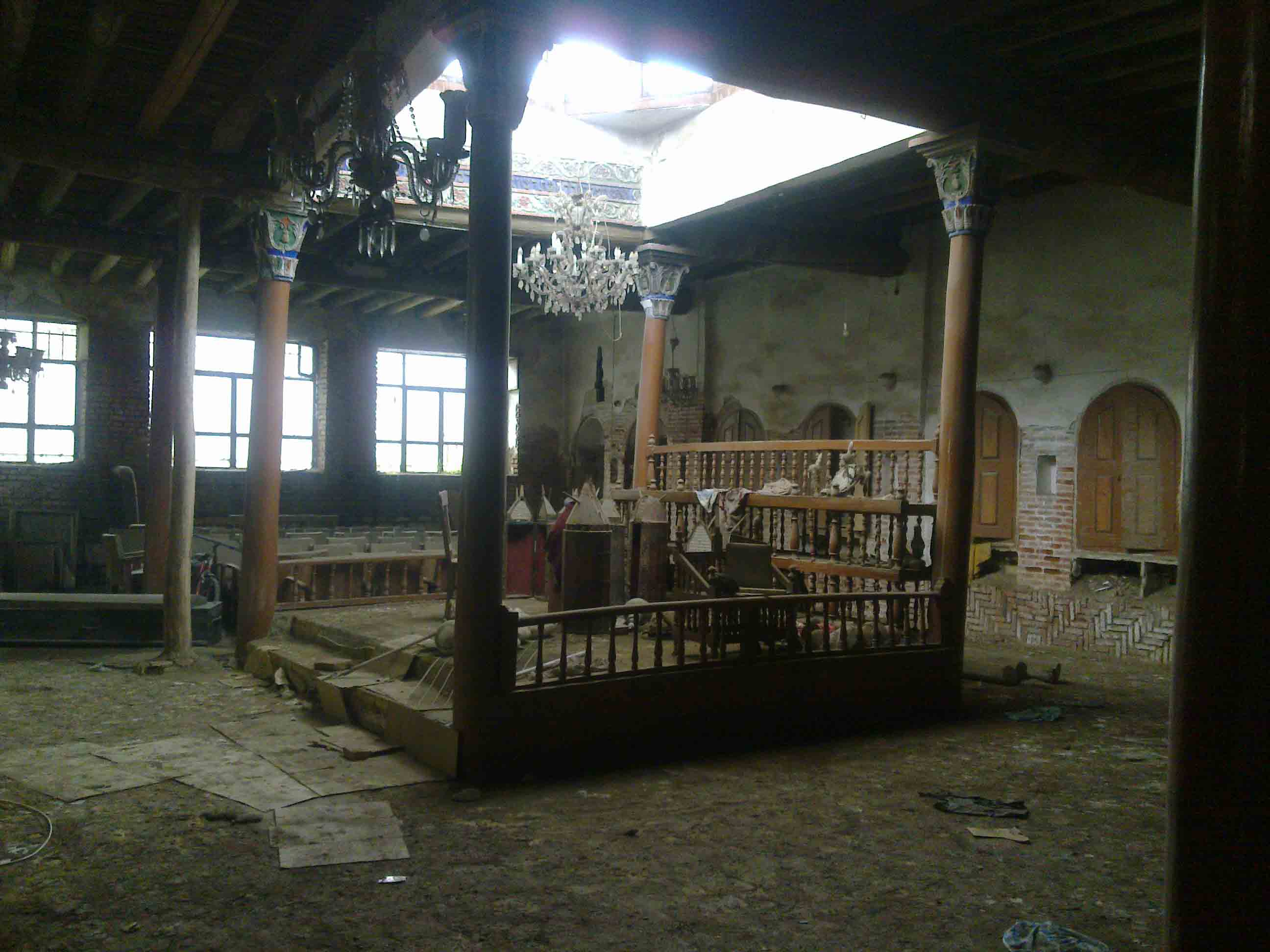
کنیسهٔ یهودیان ارومیه

یک خانواده از یهودیان ارومیه در سال ۱۹۲۹

ارومیه از گذشته‌های دور دارای شماری از کلیمیان بوده‌است. از سموأل بن یحیی مغربی نقل است که داود الراعی در سدهٔ ۱۲ میلادی در ارومیه برای حکومت مسیحایی خود پیروانی پیدا کرد. سیاحانی چون دیوید دبیت هیلل که از آذربایجان دیدن کردند، رنج و عذاب یهودیان ارومیه تحت حکمرانی قاجار را بیان کرده‌اند.
آلبرت لوی برای نخستین بار در اواخر سدهٔ ۱۹ روی زبان آرامی یهودیان ارومیه مطالعاتی انجام داد. در سال ۱۲۸۹ قمری جمعیت آنان در ارومیه ۱۲۰۰ نفر، ژاک دو مورگان نیز در سفری که به ایران داشت کلیمیان ارومیه را پرشمار ذکر کرده و آورده‌است که به جز بازرگانی به هیچ کار دیگری نمی‌پردازند. در سرشماری سال ۱۹۰۳–۱۹۰۴ میلادی جمعیت کلیمیان ارومیه ۲۲۰۰ نفر بود.
در جنگ جهانی اول یهودیان ارومیه در جنگ و درگیری میان آشوریان، ارمنی‌ها، ترک‌ها و روس‌ها گیر افتادند و در آتش این جنگ سوختند. آنان داستان‌های بسیاری از قتل و تجاوز به دست سربازان این ارتش‌ها به خاطر دارند. تا قبل از تشکیل دولت یهود در سال ۱۹۴۸، ۷۰۰ خانوادهٔ یهودی ساکن ارومیه بودند. که با تشکیل کشور اسرائیل بیشتر آنان به آن کشور مهاجرت کردند. به‌طوری‌که در سال ۲۰۰۶ تنها دو نفر کلیمی در ارومیه باقی‌مانده بودند. آنان کنیسه‌ای با قدمتی بالغ بر ۲۶۰ سال در این شهر دارند و گورستانی مخصوص به خود در تپهٔ یهودیان یا جهودلرداغی. کلیمیان ارومیه به زبان آرامی و گویش لشان ددان صحبت می‌کردند.

## فارسی‌زبانان
در نظرسنجی که سال ۱۳۷۹ در ارومیه انجام شد ۱٫۶٪ از جمعیت ارومیه را فارسی‌زبانان تشکیل می‌دادند.

## زرتشتیان
در منابع تاریخی آمده که زرتشت در ارومیه متولد شده‌است. با این حال هم‌اکنون دین زرتشت پیروانی در ارومیه و آذربایجان غربی ندارد.

## بابیان و بهائیان
دولت قاجار در صفر ۱۲۶۴، سید علی‌محمد شیرازی ملقب به باب را به قلعه چهریق در نزدیکی ارومیه برد و زندانی کرد. سام خان که از ارمنیان ارومیه بود ریاست فوجی که مأمور تیرباران محمدعلی زنوزی و سید علی‌محمد شیرازی بودند را به عهده داشت.
به دلیل وجود تعداد انبوه میسیونرهای مذهبی در ارومیه، گزارش‌های متنوعی دربارهٔ احوال باب، بابیان و بهائیان در ارومیه وجود دارد. برای مثال دکتر اوستین رایت از میسیونرهای آمریکائی که نزدیک زندان باب بود گزارشی دربارهٔ باب نوشت. این گزارش اولین مقاله دربارهٔ بابی‌ها ست که در نشریه‌ای علمی به چاپ رسید. هنگامی که در اواسط سال ۱۸۴۸ باب را از مسیر ارومیه به شهر تبریز برای محاکمه می‌بردند مدتی در این شهر توقف کردند. رایت گزارش این رویداد را این‌گونه آورده‌است:
«در سر راه به تبریز حضرت باب را به ارومیّه بردند و در آنجا حکمران با ملاحظهٔ خاصّی با او رفتار کرد و به بسیاری از مردم اجازه داد که به دیدار او بروند. در یک مورد که جمعیّت زیادی حضور داشتند، به‌طوری که حکمران بعداً تعریف کرد، همهٔ مردم حالت منقلبی داشتند به گریه افتادند.»
کوزله از یک مبلغ بابی در ارومیه سه اصل زندگی بابیان را این‌گونه آورده:
« ۱– ما هرکسی را چون برادر خود می‌دانیم و دشمنان خود را نیز دوست داریم زیرا آفتاب بر بد و خوب هردو نورافشانی می‌کند.
۲ – ما نیز مانند پیامبران و عیسی باید رنج‌های زیادی تحمّل کنیم تا مردم را ه راستی هدایت نمائیم.
۳ – ما با دعا از خدا می‌خواهیم تا ملکوت او بیاید و همهٔ مردم را پسران خود کند.»
کوزله قصد ساخت یک مدرسه برای بابیان را داشت که در آنجا تعالیم مسیحیت را به آنان بیاموزد که اجل او را امان نداد و در سال ۱۸۹۵ فوت کرد. دولت ایران نیز همه مبلغین آلمانی را به جهت مراوده با بابیان، از ایران اخراج کرد.
ارومیه با نام سابق رضائیه یکی از مراکز ۲۴ گانه بهائیان است و اقلیتی از آنها در شهر وجود دارند
پاستور کریستین کوزله از میسیونرهای آلمانی ساکن در ارومیه که سعی در تغییر دیانت بابی‌ها به مسیحیت داشت گزارش‌هایی از بهائیان جمع‌آوری کرد. او ویژگی جلسات بابیان را اینگونه آورده‌است:
«۱-خواندن قسمت هائی از «بیان اقدس»
1. اندرز به وسیلهٔ یک پی رمبر
2. سؤالات از پی رمبر به وسیلهٔ هریک از شرکت کنندگان و پاسخ‌های وی

مهمترین جلسه بابیان در آخر هرماه بهائی که ۱۹ روز است برگزار می‌شود»
از هنگام ورود میسیونرها به ارومیه آنان با بهاییان رابطه خوبی داشتند تا هنگامی که هریک به قصد تغییر مذهب دیگری فعالیتشان را شروع کردند. به طوری که در ۱۹۱۰ این عمل منجر به آشوبی در ارومیه شد. کنسول فرانسه -نیکلا- در تبریز این واقعه را اینگونه شرح می‌دهد: «در ارومیّه اغتشاش روی داده‌است. این اغتشاش از زمانی آغاز شد که میسیونرهای آمریکائی در مدرسهٔ خود یک بهائی به نام لسان حضور را برای معلّمی زبان فارسی استخدام کرده‌اند و این امر مردم را به هیجان آورده‌است. آمریکائی‌ها از اینکه این بهائی از موقعیّت خود برای تبلیغ شاگردان به بهائیّت استفاده کرده متغیّر شدند و او را منفصل کردند و حتّی می‌خواهند تا آنجا پیش روند که اخراج او را از شهر درخواست کنند. کنسول آمریکا عازم ارومیّه شده‌است.»
دیلر از مراکز بهائیان ارومیه بوده‌است. تعداد اندکی از بهائیان در ارومیه به جرم‌های مختلفی دستگیرشده‌اند

## شیعیان، سنیان، دراویش، صوفیان، اهل حق
از صوفیان بنام ارومیه به غیر از شیخ محمود ارموی می‌توان به ابن یزدانیار و ابن یزدانیار و اخی ترک، پدر نیای حسام‌الدین چلبی که گویا از کردان ارومیه بوده‌اند اشاره کرد.
نفوذ طریقت تسنن نقشبندی در ارومیه را می‌توان از این امر که در سال ۱۰۴۹ق/۱۶۳۹م، سلطان مراد عثمانی، شیخ محمود را که ۳۰ تا ۴۰ هزار طرفدار دو آتشه داشت، در دیاربکر اعدام کرد فهمید. رواج تشیع در ارومیه به قرن ۱۲ قمری برمی‌گردد. تا پیش از آن بیشتر ارموی‌ها سنی شافعی بودند.
هم‌اکنون پیر طریقت نقشبندی در ارومیه شیخ سید طه کمالی‌زاده نقشبندی معروف به باباشیخ از نوادگان شیخ کمال‌الدین حسینی نقشبندی است که در خانقاه الکمالات مشغول به فعالیت می‌باشد.
مقبره شیخ محمد خلیلان از بقاع متبرکه شیعه در ارومیه می‌باشد. قدمت این بقعه که بالغ بر ۱۰۰۰ سال می‌باشد متعلق به ابو عبدالله محمد بن خلیلان است که از راویان و محدثان در غیبت صغری و ابتدای غیبت کبری بوده‌است. شماری از اهالی ارومیه نیز یارسان (اهل حق) هستند. آنان با نام عبدالبیگی‌ها معروف هستند و منتسب به یکی از دو خاندان آتش‌بیگی و شاه‌ابراهیمی می‌باشند.

## غربی‌ها
مسیونرها از سالها قبل در ارومیه (در نزد مسیحیان آن منطقه) فعالیت‌های فرهنگی و مذهبی گسترده‌ای را پیاده می‌نمودند.
در سده ۱۹ آنان قسمتی از جمعیت مسیحیان ارومیه را تشکیل می‌دادند. در سال ۱۹۰۱ میلادی، جان تایلر (John Tyler)، از مسئولین آمریکایی در تهران، تعداد آمریکاییان در ارومیه را یکصد نفر تخمین زد.